# Tavelsjö distrikt
Tavelsjö distrikt är ett distrikt i Umeå kommun och Västerbottens län. Distriktet ligger omkring Tavelsjö i södra Västerbotten. 

## Tidigare administrativ tillhörighet
Distriktet inrättades 2016 och utgörs av en del av området som Umeå stad omfattade till 1971, en del som före 1965 utgjorde en del av Umeå socken.
Området motsvarar den omfattning Tavelsjö församling hade 1999/2000 och fick 1963 efter utbrytning ur Umeå landsförsamling.

## Tätorter och småorter
I Tavelsjö distrikt finns en tätort och sex småorter.

### Tätorter
- Tavelsjö

### Småorter
- Haddingen
- Kroksjö
- Lyckebo
- Mickelträsk
- Rödånäs
- Rödåsel